# 中津万象園

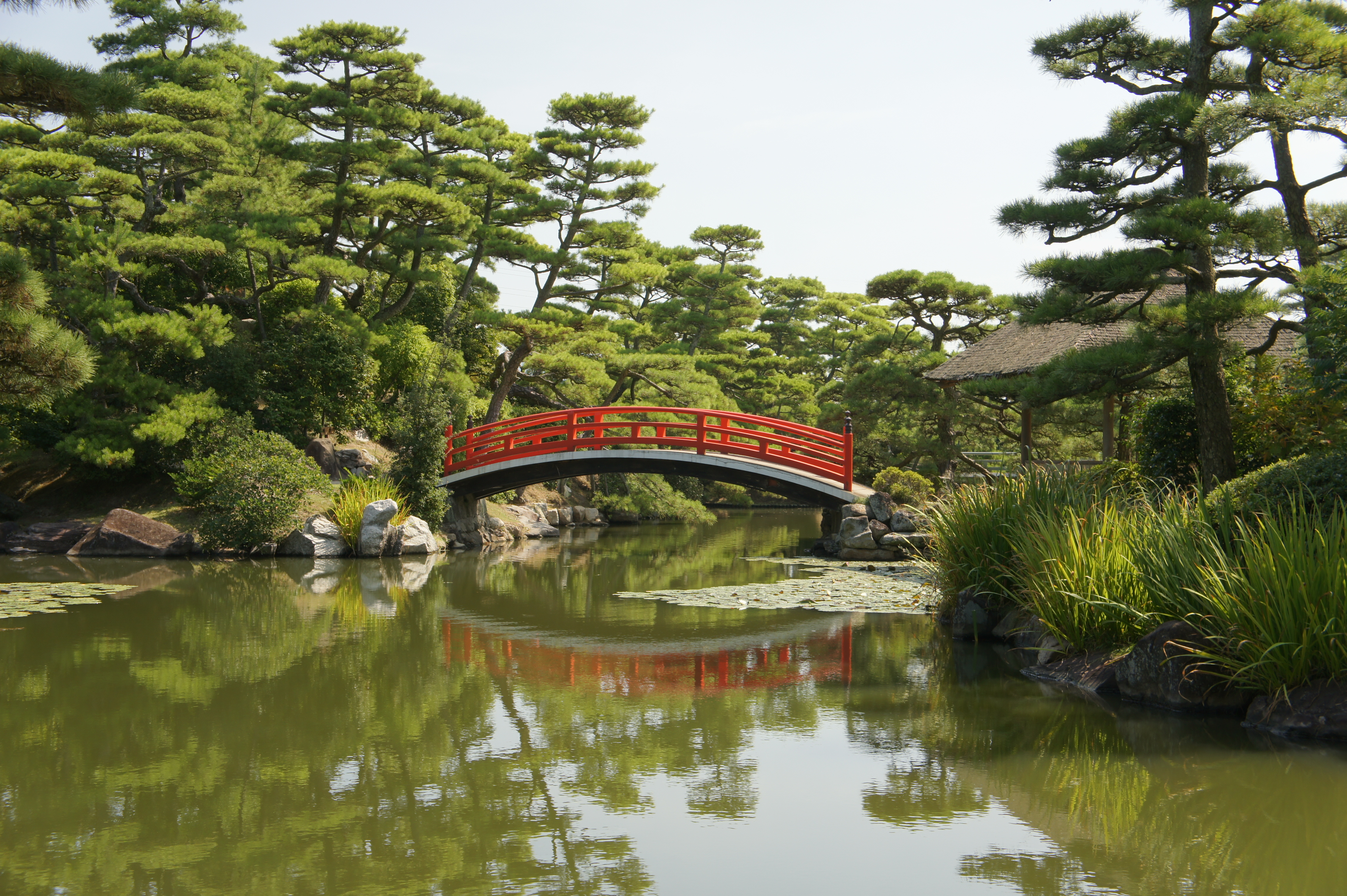
万象園

中津万象園（なかづばんしょうえん）は、香川県丸亀市中津町に在る日本庭園。万象園とも呼ばれ、園内に丸亀美術館が併設されている。

## 概要
面積5ヘクタールの池泉回遊式大名庭園は、貞享5年（1688年）に丸亀藩主である京極高豊の命により、丸亀城の城下町に近い中津の浜に面して造られた。庭園名は森羅万象に由来するとされる。京極氏の故郷である近江国の琵琶湖をかたどった八景池が掘られ、帆、雁、雪、雨、鐘、晴嵐、月、夕映と近江八景になぞらえ名付けられた島々が浮かび、橋で巡る事ができる。それとは別に朱塗りの邀月橋も池をまたいで掛かり、園内に彩りを添えている。池に面しては、潮の満ち引きが見られたという観潮楼、その近くには母屋が茶庭に面して建ち、樹齢六百年と言われ傘に似た形を持つ大傘松が広がる。これらの門として、くぐると長生きすると言われる松寿関が設けられている。現在の庭園は1982年に整備公開された。

## 施設
- 万象園（日本庭園）
  - 邀月橋
  - 観潮楼 - 現存最古の煎茶室とされる
  - 母屋 - 茶室、前庭に大傘松
  - 魚楽亭
  - 筆海亭
  - 松帆亭
  - 松寿関
  - 石投げ地蔵尊
- 丸亀美術館
  - 絵画館 - クールベ、コロー、ミレーらバルビゾン派の作品を主に展示
  - 陶器館 - オリエント地域で紀元前2500年ごろから13世紀の間に出土した彩文土器や陶器を展示
  - ひいな館 - 江戸時代から昭和時代の雛人形を展示
- 本館棟
  - 懐風亭 - 庭園の池に面する和風レストラン
  - 万象園ホール

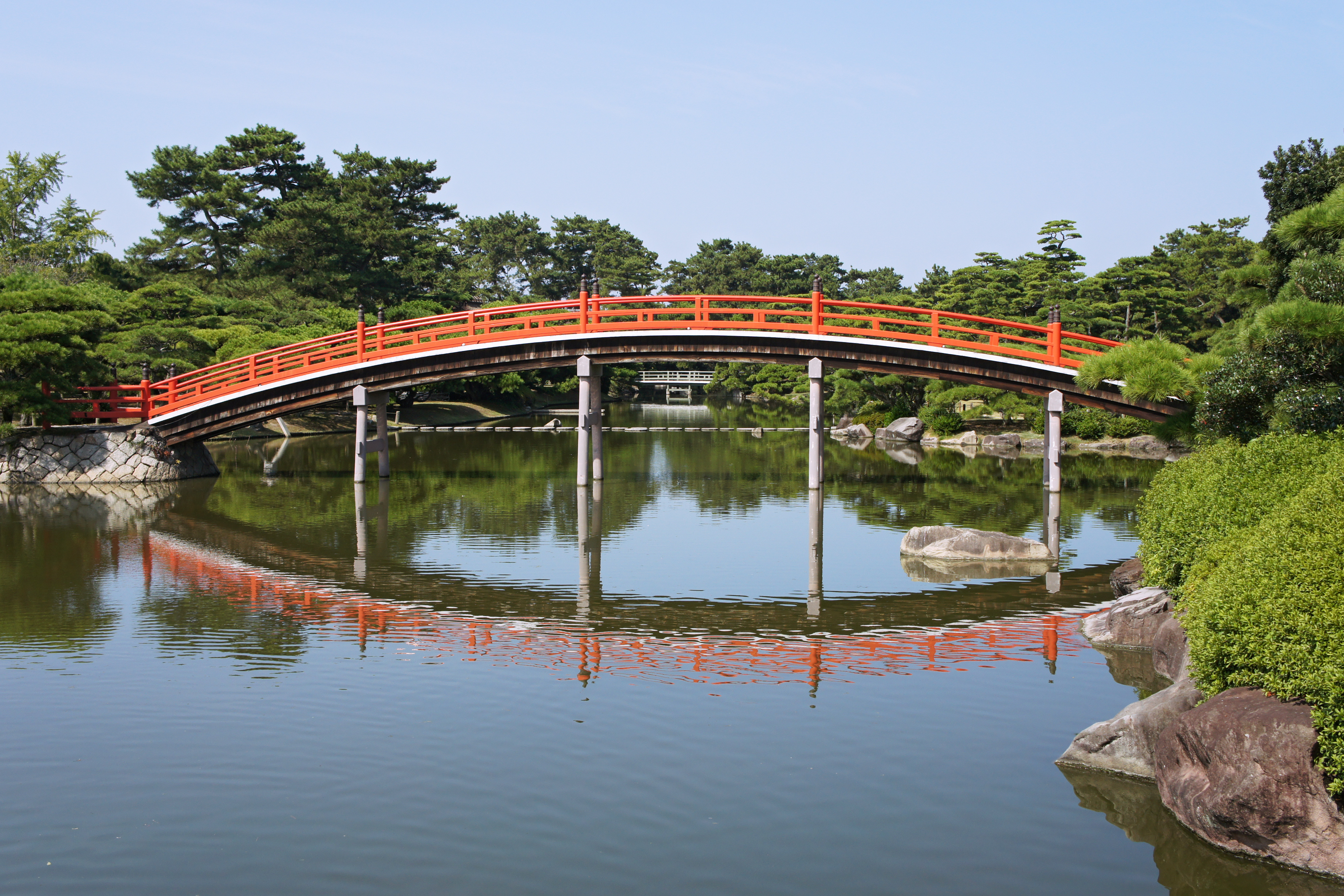
邀月橋
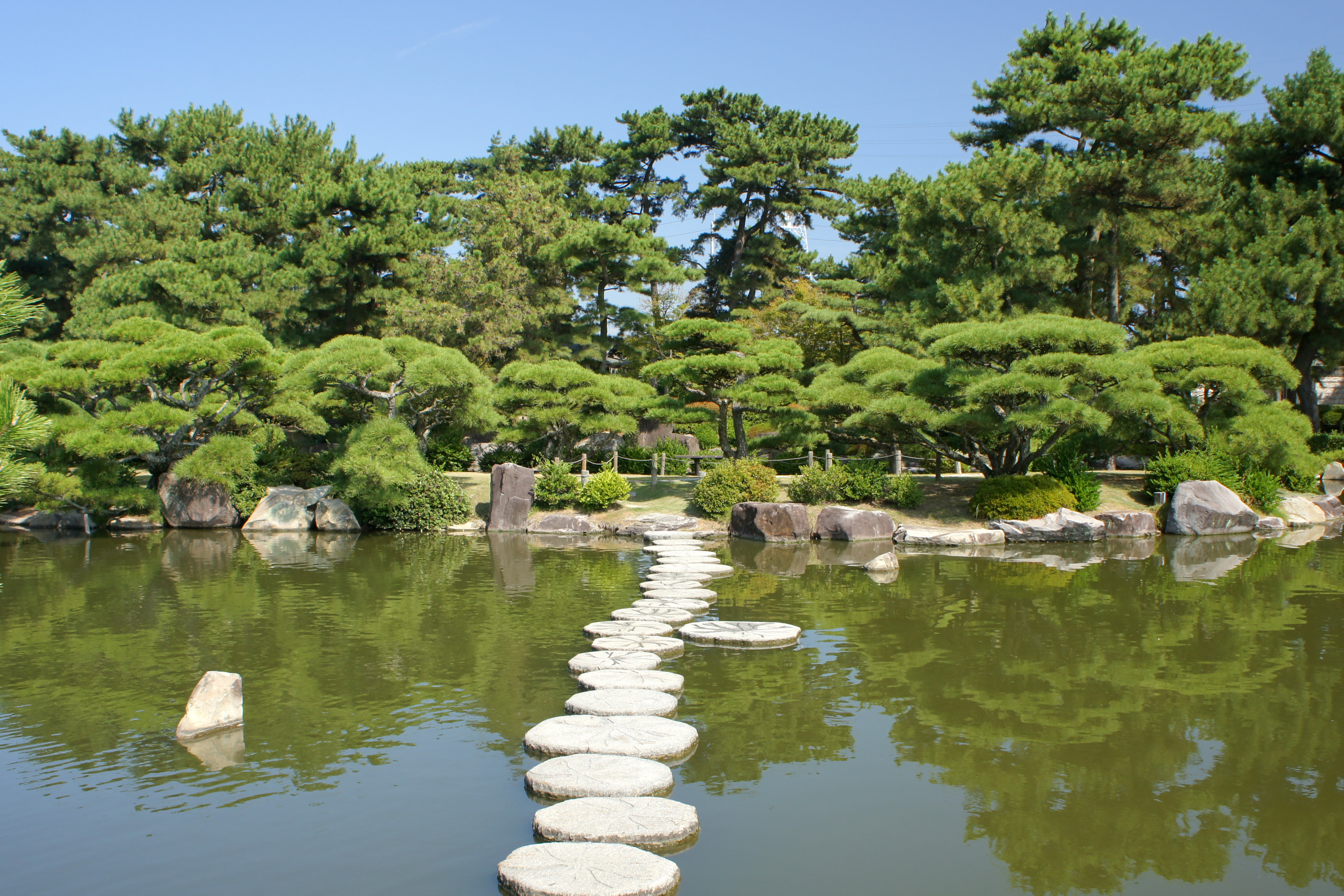
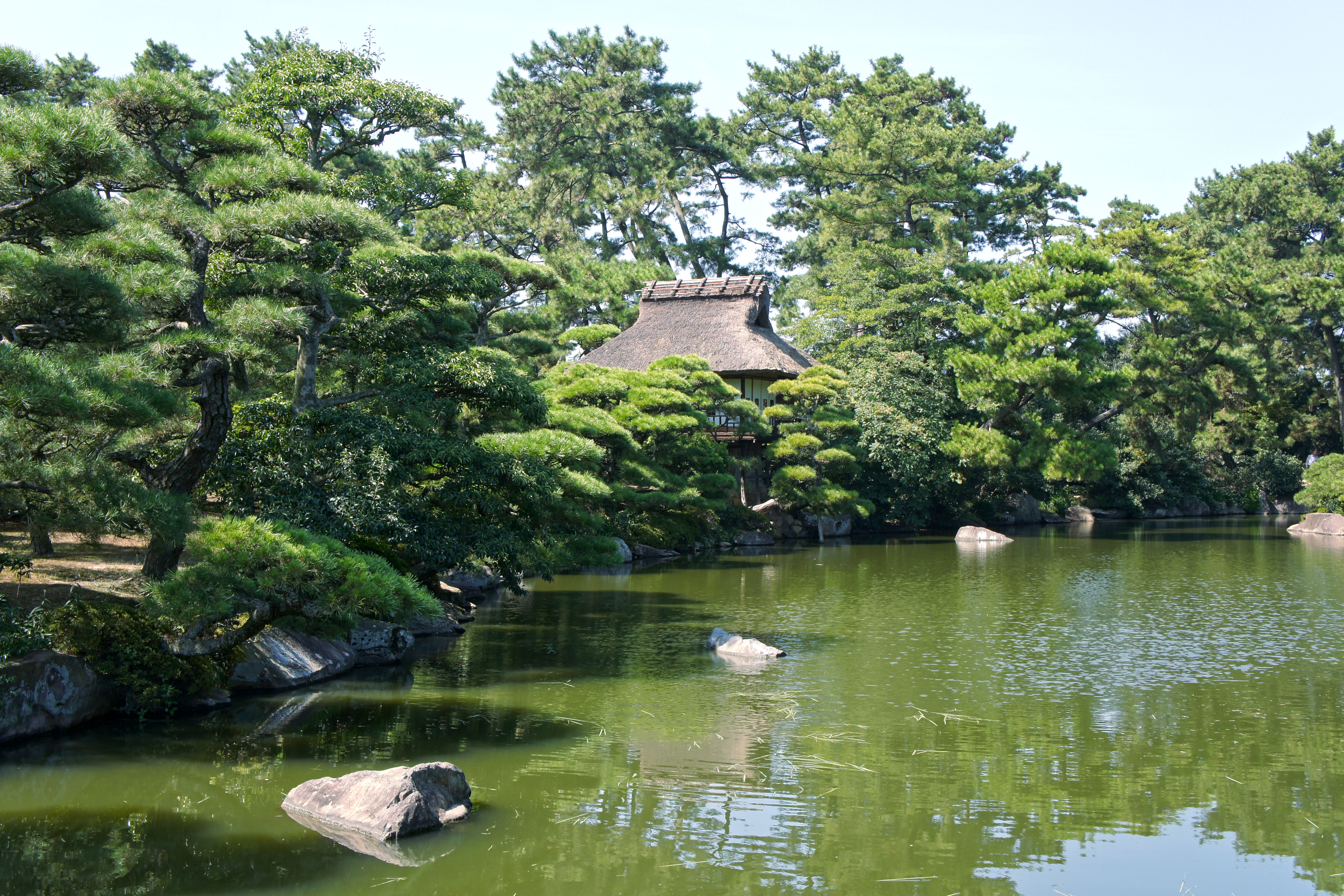

## 文化財
丸亀市指定文化財
- 【建造物】中津御茶所（2棟）：茶亭（観潮楼）、母屋
- 【名勝】中津万象園

- 名勝（1975年5月30日に市指定）[1]